# Салашний Олексій Степанович
Олексі́й Степа́нович Сала́шний (12 квітня 1926, с. Котельва, Котелевський район, Полтавська область УСРР — 19 липня 2012, Полтава, Україна) — український педагог. Заслужений вчитель України (1979).
Кавалер орденів «За мужність» (1999), Трудового Червоного Прапора (1985), Вітчизняної війни II ст. (1985). Депутат Полтавської міської ради народних депутатів (1967—1971, 1977—1979, 1982—1987).

## Життєпис
Народився 08 квітня 1926 року в с. Котельва Котелевського району Полтавської області. Протягом 1932—1941 років навчався у Котелевській школі, де закінчив дев'ять класів.
З липня 1942 року по листопад 1943 року працював слюсарем-автоматником Акмолинського паровозного депо (Казахстан), та, після визволення від нацистських окупантів міста Полтави в листопаді 1943 року повернувся на батьківщину. У грудні 1943 року був призваний до армії, та, після короткочасної підготовки у школі молодших командирів при 8-му окремому запасному саперному полку (м. Ізюм Харківської області) за спеціальністю «сапер-мінер» був відправлений на Карело-фінський фронт, де в період із червня 1944 року по травень 1945 року був командиром відділення у складі військ Першої окремої мото-інженерної Печензької Ордена Бойового Червоного Прапора бригади РГК (Резерва Головного Командування).
Брав безпосередню участь у боях із визволення Крайньої Півночі, зокрема, головного адміністративного центру Печензького району міста Печенга (Петсамо), промислового центра з видобутку та виплавки нікелю — м. Нікеля (Наутси), а також гавані Ліїнахамарі.
1947 року повернувся до Котельви, у 1951 році закінчив повну середню школу та вступив до історичного факультету Полтавського державного педагогічного інституту, який закінчив у 1955 році.
Із серпня 1955 року по серпень 1961 року працював завідувачем учбової частини школи ФЗУ Полтавського м'ясокомбінату, після чого до лютого 1964 року працював на посаді вихователя та учителя історії Полтавської школи — інтернату № 1.
З лютого 1964 року по вересень 1966 року працював завучем Полтавської середньої школи № 5.

### На чолі Полтавської обласної школи-інтернату №2 ім. Н.К.Крупської
Протягом 25-ти років (з вересня 1966 року по вересень 1991 року) О. С. Салашний очолював Полтавську обласну школу-інтернат № 2 ім. Н. К. Крупської (у 1980—1990-х роках — Полтавська школа-інтернат для дітей сиріт та дітей, позбавлених батьківського піклування).
В цей період навчально—виховний процес, насамперед, робота органів учнівського самоврядування було організовано за принципами українських педагогів — практиків А. С. Макаренка та В. І. Сухомлинського.
За результатами фронтальної перевірки школи Міністерством освіти СРСР і України у жовтні — листопаді 1967 року школа була нагороджена Почесною грамотою, а О. С. Салашний отримав знак «Відмінник народної освіти УРСР», нагороджені були й інші педагоги. У грудні 1967 року загальносоюзний журнал «Народна освіта» на своїх сторінках помістив великий фотоматеріал про школу, де було відображено усі сфери життя навчального закладу з уведеними новаціями.
Пріоритетами в роботі школи були: 1. Створення належних матеріально-побутових та житлових умов утримання дітей. 2. Виховання у дітей інтересу до вивчення шкільних предметів, культури поведінки, шанобливого ставлення до старших, дбайливого ставлення до всього навколишнього, у тому числі й природи.
У 1972 році за результатами всеукраїнського огляду, Полтавська обласна школа-інтернат № 2 ім. Н. К. Крупскої зайняла друге місце. Ряд педагогічних працівників були нагороджені знаком «Відмінник народної освіти УРСР», грошовими преміями, Почесними грамотами Міністерства освіти, а О. С. Салашний — медаллю А. С. Макаренка.
У 1973 році за наказом Полтавського обласного відділу народної освіти школа була визначена як обласна базова для проведення методичних семінарів і конференцій із метою поширення передового педагогічного досвіду.
Головним пріоритетом у роботі школи було підвищення рівня викладання, оволодіння передовими методиками, удосконалення навчально-матеріальної бази.
Велика робота проводилась із розширення і зміцнення навчально-матеріальної бази школи. У кінці грудня 1984 року було введено в експлуатацію чудовий корпус дошкільного виховання, переобладнані навчальні кабінети, закінчилась повна реконструкція шкільних майстерень.
В одній із перших в області в школі було запроваджено кабінетну систему навчання, введено нові програми з кожного предмету, метою яких було прибрати з них малозначущий матеріал, щоб зменшити навчальне навантаження на дітей і зосередити їхню увагу на засвоєнні основних положень, велика увага приділялася організовації самостійної роботи учнів у позаурочний час, участі вихованців у предметних гуртках, поповненню шкільної бібліотеки навчальною, художньою, науково-популярною літературою, обладнанню читальної зали, широкому залученню учнів не лише до шкільних, але й до міських олімпіад, широкому впровадженню у практику позакласної роботи, обговоренню творів художньої літератури, участі учнів у читацьких конференціях, презентаціях, інших заходах, які проводилися в міських бібліотеках; відвідуванню музеїв, виставок та інших заходів, що сприяло закріпленню знань з історії рідного краю, країни, вихованню почуття патріотизму, любові до Батьківщини та її культури.
Усі ці та інші заходи, що сприяли поглибленню знань дітей, їхньому всебічному вихованню та розвитку, дали свої результати. У 1980-х роках практично не було жодного серйозного порушення правопорядку зі сторони учнів ні в області, ні в місті, ні в школі. Вони, нарівні з випускниками загальноосвітніх шкіл, успішно витримували найскладніші конкурси при вступі до ВНЗ і технікумів, все частіше займали призові місця на міських і навіть обласних олімпіадах, стали затребувані в кращих профтехучилищах та підприємствах міста.
На початку 1980-х років було проведено огляд-конкурс шкіл-інтернатів республіки. Вивчалися умови життя дітей, їхнє матеріальне забезпечення, якість навчально-виховної роботи, тобто рівень викладання і знань учнів, у всіх класах проведені контрольні роботи і усне опитування. За результатами огляду-конкурсу Полтавська школа-інтернат № 2 ім. Н. К. Крупської була визнана найкращою, а багато її працівників були нагороджені Почесними грамотами Міністерства, нагрудними знаками «Відмінник народної освіти», а О. С. Салашному було присвоєно почесне звання  «Заслужений вчитель УРСР».
У 1989 році, за рішенням Республіканського Міністерства освіти, Полтавська школа-інтернат № 2 ім. Н. К. Крупської була представлена на виставці досягнень народного господарства СРСР «Експо-85», де брали участь по одній найкращій школі від кожної республіки. З 15 представлених на Всесоюзній виставці шкіл-інтернатів школа зайняла 2-ге місто в Союзі та була нагороджена срібною медаллю, а її директор — орденом Трудового Червоного Прапора.
У цьому ж 1989 році, згідно спільної Постанови Ради Міністрів УРСР і Центральної Ради профспілок України портрет директора школи-інтернату № 2 ім. Н. К. Крупської був поміщений на Виставці досягнень народного господарства Української РСР.

### Громадська діяльність
У 1950-х роках О. С. Салашний був обраний головою міської організації охорони пам'яток історії та культури і безпосередньо займався питанням відновлення зруйнованих війною пам'яток. Неодноразово обирався депутатом Полтавської міської ради, де очолював депутатську комісію з народної освіти, З 1992 року працює на громадських засадах у Раді ветеранів Жовтневого району м. Полтави. У 1993 році був обраний членом ради, а через два місяці — до президії ради і призначений головою комітету зі зв'язків із громадськістю, в якому він постійно працював до кінця своїх днів. За роки діяльності комітету було встановлено зв'язок зі 320 підприємствами, партіями, громадськими організаціями, які надавали посильну допомогу ветеранській організації, вирішувалися питання соціального захисту ветеранів.
За велику і плідну роботу з соціального захисту ветеранів війни, праці та військової служби неодноразово нагороджувався почесними грамотами та грошовими преміями виконавчих комітетів обласної, міської і районної ради ветеранів. Так, 23 грудня 2009 року був нагороджений Почесною грамотою Кабінету Міністрів «За багаторічну сумлінну працю, активну громадську діяльність та великий особистий внесок у забезпечення реалізації державної політики щодо соціального захисту ветеранів війни».

## Нагороди і звання

### Державні нагороди України
- Орден «За мужність»[6]
- Медаль А. С. Макаренка[7]
- Медаль «Ветеран праці» (22 травня 1984 р.)[8]
- Медаль Жукова[9]
- Відзнака Президента України — медаль «Захиснику Вітчизни»[10]
- Медаль «60 років визволення України від фашистських загарбників»[11]
- «60 років Перемоги у Великій вітчизняній війні 1941—1945 років»[12]

### Державні нагороди СРСР
- Орден Трудового Червоного Прапора[13]
- Орден Вітчизняної війни II ступеня[14]
- Медаль «За оборону Радянського Заполяр'я»[15]
- Медаль «За перемогу над Німеччиною у Великій Вітчизняній війні 1941—1945 рр.»[16]
- Медаль «70 років Збройних Сил СРСР»[17]

### Звання
- Почесне звання Заслужений вчитель Української РСР (14 серпня 1979 р.)
- Значок Міністерства освіти УРСР «Відмінник народної освіти УРСР» (13 грудня 1968 р).

### Статті з періодичних видань
- Стаття про школу-інтернат імені Н. К. Крупської. — Журнал «Народна освіта», грудень 1967 р.
- Стаття «Зарница зовет ребят» — газета «Правда» від 27.06.1967 р. № 178.
- Стаття «Є у подвига початок…» (проблеми військово-патріотичного виховання) — газета «Комсомолець Полтавщини» від 29.12.1967 р. № 154.
- Стаття «Полтавские контрасты» (про наукову організацію праці у школі) — газета «Учительская газета» від 28.09.1968 р. № 116.
- Стаття «Педагог-новатор» (Кандидати народу) — газета «Зоря Полтавщини» від 27.02.1969 р. № 49.
- Стаття «День учителя» — газета «Зоря Полтавщини» від 05.10.1969 р. № 235.
- Стаття «Переваги і зручності» (з досвіду кабінетної системи навчання в школах) — газета «Зоря Полтавщини» від 19.03.1970 р. № 65.
- Стаття «Полтавские „Зарницы“» — газета «Комсомольское Знамя» від 25.03.1970 р. № 59.
- Дошка пошани (За кращі показники, досягнуті в соціалістичному змаганні на честь 57-ї річниці Великого Жовтня) — газета «Зоря Полтавщини» від 03.11.1974 р. № 259.
- Стаття «Змагання: включено всі ланки» — газета «Радянська освіта» від 05.03.1975 р. № 19.
- Стаття «Тобі, учителю!» (Школа перед новим навчальним роком) — газета «Зоря Полтавщини» від 21.08.1979 р. № 192.
- Стаття «Полтавська школа-інтернат № 2 відзначає п'ятдесятиріччя» — газета «Полтавський вісник» від 31.08.2012 р. № 35.